# ペディメント

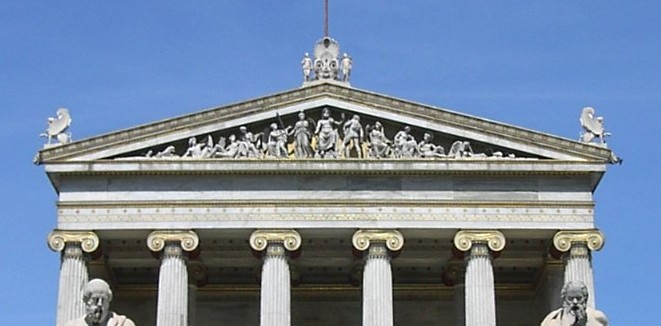
ペディメント

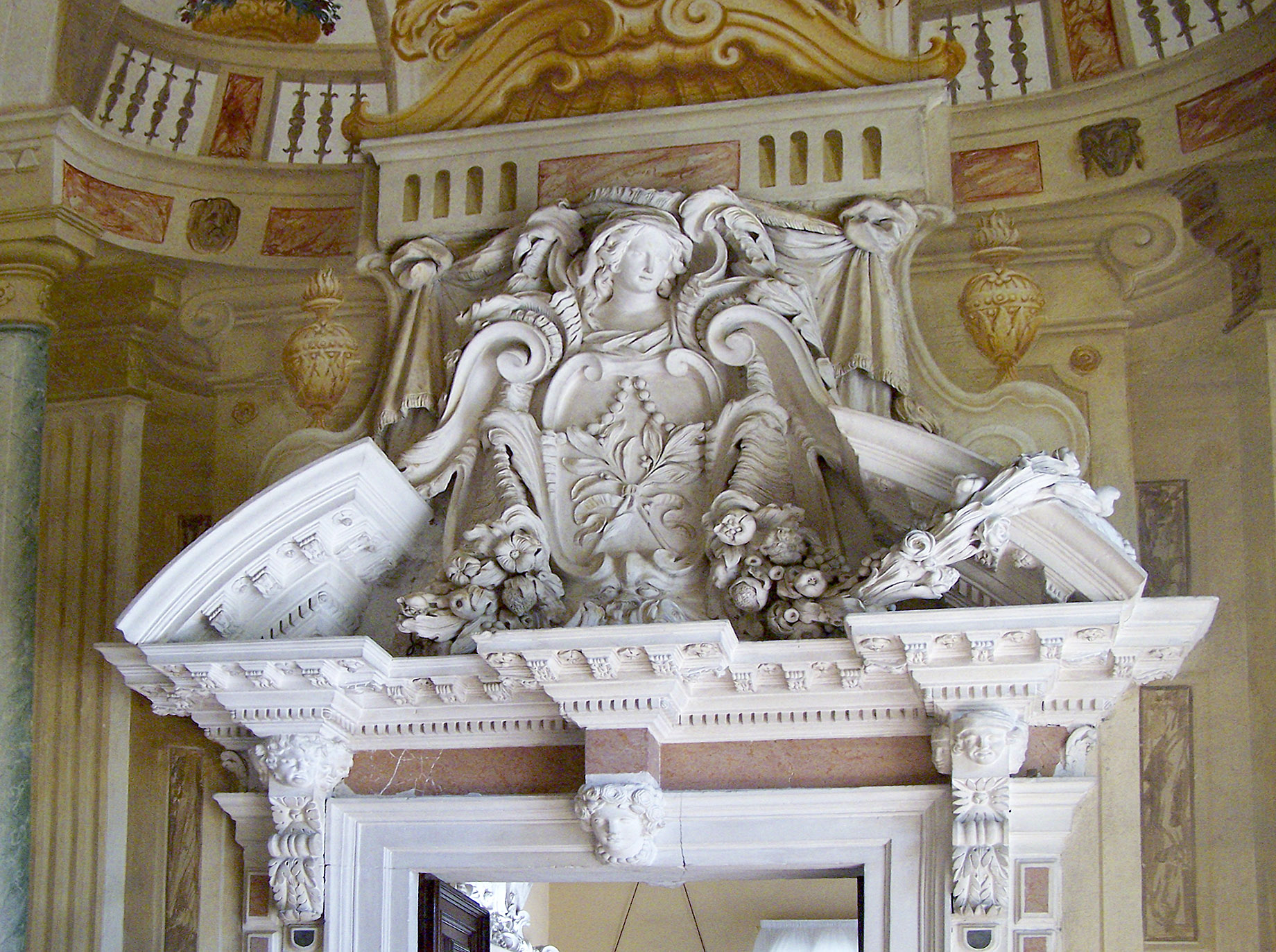
ブロークン・ペディメント

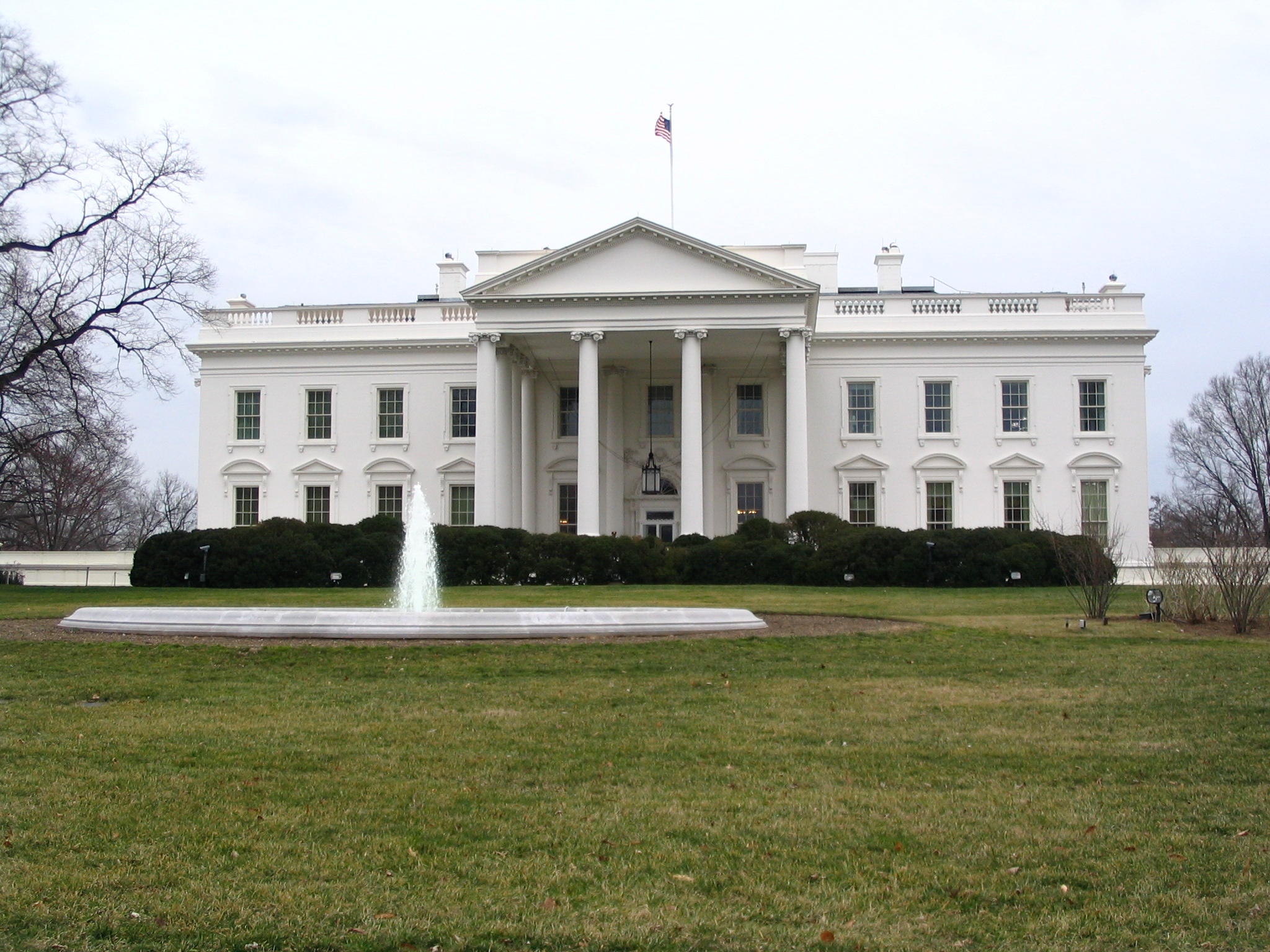
ホワイトハウス（米国の大統領官邸・公邸）の正面にもペディメントがある

ペディメント(pediment)とは西洋建築における切妻屋根の、妻側屋根下部と水平材に囲まれた三角形の部分である。切り妻の壁面のこと。切り妻で囲われた三角形の面のことをギリシャ語で「テュンパノン」といい、この面に装飾がほどこされる。ペディメントは開口部の装飾にも使われ、三角形の頂部を離してつくったものをブロークン・ペディメントという。
日本建築の「破風（はふ）」に該当する。

## 概説
ペディメントは、古典的な神殿形式の正面における重要な要素であり、開口部の頂部に用いられることが多い。多くの場合でポルティコ（柱廊玄関）の上に位置している。窓や戸枠の建築的なモチーフとしても用いられ、墓碑や記念碑にも使われている。古典建築において、三角形もしくは断片的なペディメントによってつくられる空間をテュンパノンという。通常は面が奥に後退して、主に造形的な彫刻で装飾が施されている。中世の建築では２つの小さなアーチに支えられたアーチの上の装飾を伴うことが多く、ふさがれた部分を指す。また、水平なリンテルとそれを囲んだ上部のアーチの間の装飾された空間も指す。

## 歴史
古代ギリシアの神殿建築が原型と考えられている。それらは、緩やか勾配の切妻屋根を持ち、妻側が正面とされたためペディメントは正面の象徴と解された。ペディメントには丸彫りの彫刻などが施されることもあった。古代ローマは、ギリシアに倣い、ペディメントのある建築を作ったが、それは神殿に限らず、集会場などにも用いられた。
中世においてペディメントはほとんど用いられなかったが、ルネサンスにおいて再び多用されるようになった。教会・公共施設の正面入り口に取り付けられ、正面性の強調の意味で使われることが多かった。基本的に古代ギリシアの形態を守っていたが、勾配が強くなったことと、ペディメントに彫刻を施すことがほとんど無くなったことなどの変化がある。しかし設置される場所は、古代ギリシアがコロネード（列柱）の上と決まっていたのに対し、柱と無関係に取り付けられることが多く、エディクラの上部に用いられることもあった。
バロック時代になると、ペデイメントは弓形の物や一部欠けたもの（ブロークン・ペディメント）も登場し、ペディメントは本来の形を失っていったが、新古典主義の時代には古代ギリシアの原型に近い形でペディメントが扱われだし、現在に至っている。アメリカ合衆国のホワイトハウスや議事堂などがその例である。

## 特徴
ペディメントは、セグメンタル・ペディメント、ブロークン・ペディメント、オープン・ペディメント、スクロールド・ペディメント、スワンネック・ペディメントがある。セグメンタル・ペディメントとは三角形のペディメントと似ているが、三角形の形状が平らな曲線になっているものをいう。ブロークン・ペディメントとはバロック建築で多用されるものの１つで、下部のコーニスが中央部で断絶したものをいう。隙間は冠状の装飾で施されることが多い。オープン・ペディメントとは上部の斜めのコーニスが断絶したものをいい、頂部が開いているため端部が中心で重ならない、テュンパノンまたはセグメンタル・ペディメントをいう。このブロークン・ペディメントとオープン・ペディメントは全てを総称してブロークン・ペディメントといわれることが多い。スクロールド・ペディメントとは開口のあるセグメンタル・ペディメントと似ているが、端部が内向きの渦巻き形になっているものをいう。スワンネック・ペディメントとはスクロールド・ペディメントと類似するが、２つの向かい合う平らなS字形の曲線で構成されたものをいう。

## ペディメントに似た屋根構造
ドイツやオランダ・北欧では妻面の頭部を複雑な曲線や階段状にするものがあるが、あれは英語で "gable" と呼ばれる分類に属する物であって、ペディメントとは言わない。なお階段状のものは "crow-stepped gable" という。